# Evgueni Fiodorov (homme politique)
Pour les articles homonymes, voir Fiodorov.
Evgueni Alekseïevitch Fiodorov (en russe : Евге́ний Алексе́евич Фё́доров ; né le 11 mai 1963) à Leningrad (Union soviétique) est un ingénieur, économiste et homme politique russe.

## Biographie
Il est député de la Douma d'État de l'Assemblée fédérale de la fédération de Russie depuis six mandats (1993-1995, depuis 2003), membre du Comité de la Douma sur le budget et les impôts, membre du Conseil politique central du parti Russie unie, Conseiller d’État de la fédération de Russie, docteur en sciences économiques, coordinateur du Mouvement de libération nationale,.
Lors de la crise diplomatique russo-ukrainienne de 2021-2022, il propose entre autres mi-janvier 2022 d’employer l'arme nucléaire contre le site d'essais du Nevada ou de bombarder des laboratoires de l'armée américaine à titre d'avertissement. 
Au mois de mai 2022, en pleine invasion russe de l'Ukraine, Il dépose un projet de loi à la Douma appelant à l’abrogation du décret du Conseil d’État de l’URSS adopté en 1991 « sur la reconnaissance de l’indépendance de la République de Lituanie ». Dans sa note explicative, il affirme que la Lituanie n’a « pas organisé de référendum sur la sécession de l’URSS et qu’aucune période de transition n’a été établie pour l’examen de toutes les questions litigieuses ».

### Ingénieur militaire
Intégré à la 40e armée il a été en Afghanistan de 1985 à 1988 pendant la guerre où il s'occupait de la fourniture d'énergie ; puis à Baïkonour et prit sa retraite en 2017 comme colonel.